# Patrizia Lombardo
Patrizia Lombardo (Roma, 3 settembre 1958) è un'ex ostacolista e velocista italiana, 7 volte campionessa nazionale (1979 sui 200 m e 1979, 1981 e 1985 sui 100 hs) all'aperto e 3 volte indoor (1983 sui 400 m, 1980 e 1987 sui 60 hs).

## Biografia
Due volte medaglia ai  Giochi del Mediterraneo (Spalato 1979 bronzo e Latakia 1987 oro). Sesta con la staffetta 4×400 metri a Los Angeles 1984, ai Campionati mondiali di atletica leggera 1987, fu semifinalista sui 100 metri ostacoli (eliminata con il tempo di 13"38, l'ottavo della seconda semifinale).

## Palmarès
- Oro ai Giochi del Mediterraneo di Latakia 1987 (100 hs)
- Bronzo ai Giochi del Mediterraneo di Spalato 1979 (100 hs)

## Campionati nazionali
- 3 volte campionessa italiana assoluta dei 100 metri ostacoli (1979, 1981, 1985)
- 1 volta campionessa italiana assoluta dei 200 metri piani (1979)
- 2 volte campionessa italiana assoluta dei 60 metri ostacoli indoor (1980, 1987)
- 1 volta campionessa italiana assoluta dei 400 metri piani indoor (1983)